# Konduktionshärten
Beim konduktiven Härten oder Konduktionshärten wird das zu härtende Werkstück bzw. die Härtezone von hochfrequentem Strom durchflossen und auf Härtetemperatur erwärmt. 
Zur Stromzuführung ist ein sicherer Stromübergang zwischen Kontakt und Werkstück erforderlich. Bei niedriger Frequenz des Stroms ist die Kontaktierung vor allem bei großen Strömen und hohen Temperaturen problematisch. Bei hoher Frequenz sind zur Kontaktierung erfahrungsgemäß nur kleine Kontaktflächen und ein geringer Anpressdruck erforderlich. In Härteanlagen werden zur Kontaktierung hydraulische oder pneumatische Andrücksysteme benutzt. 
Das konduktive Härten wird z. B. bei Zahnstangen angewendet. Der HF-Strom wird durch ein wassergekühltes Kupferrohr (Konduktor) der Zahnstange zugeführt, so dass er durch die zu härtende Verzahnung fließt. Durch enge Ankopplung des Konduktors an die Oberfläche des Werkstücks fließt der HF-Strom genauer an der Oberfläche entlang. 
Das konduktive Verfahren wird nur selten angewendet, wesentlich häufiger werden Werkstücke induktiv gehärtet (Induktionshärten).